# L級潜水艦 (アメリカ海軍)
L級潜水艦 (L-class submarine) は、アメリカ海軍の潜水艦の艦級。アメリカ海軍における初の航洋型潜水艦であり、当時の他国の潜水艦と比較すると大きく能力で劣っていた。最初の艦はヨーロッパの戦争が始まる6ヶ月前に起工したが、艤装に時間がかかり2年後まで就役しなかった。
グループ1の艦は大西洋で小艦隊に所属、活動する。アメリカ合衆国が第一次世界大戦へ参戦後、フィラデルフィア海軍工廠で行われた広範囲な改修は、アメリカ海軍が海洋作戦活動で受けた制限を反映していた。
1917年11月に本級はUボートに対処するためバントリー湾、アゾレス諸島へ送られたが、Uボートを沈めることはなかった。
本級は一般に出力不足であったが、北大西洋及びイギリス海域での偵察巡航では良好な耐久性を示した。
第一次世界大戦後にL級は西海岸、東海岸で新型魚雷および水中聴音設備の公試を行い、その後1922年から23年にかけて退役、ワシントン海軍軍縮条約に従って1933年に廃棄された。

## 同型艦
グループ1
- L-1 (USS L-1, SS-40)

　フォアリバー造船所建造　就役:1916年4月11日　退役:1922年4月7日
- L-2 (USS L-2, SS-41)

　フォアリバー造船所建造　就役:1916年9月29日　退役:1923年5月4日
- L-3 (USS L-3, SS-42)

　フォアリバー造船所建造　就役:1916年4月22日　退役:1923年6月11日
- L-4 (USS L-4, SS-43)

　フォアリバー造船所建造　就役:1916年5月4日　退役:1922年4月14日
- L-9 (USS L-9, SS-49)

　フォアリバー造船所建造　就役:1916年8月4日　退役:1923年5月4日
- L-10 (USS L-10, SS-50)

　フォアリバー造船所建造　就役:1916年8月2日　退役:1922年5月5日
- L-11 (USS L-11, SS-51)

　フォアリバー造船所建造　就役:1916年8月15日　退役:1923年11月28日
グループ2
- L-5 (USS L-5, SS-44)

　レイク・トーピードボート建造　就役:1918年2月17日　退役:1922年12月5日
- L-6 (USS L-6, SS-45)

　カリフォルニア造船所建造　就役:1917年12月7日　退役:1922年11月25日
- L-7 (USS L-7, SS-46)

　カリフォルニア造船所建造　就役:1917年12月7日　退役:1922年11月15日
- L-8 (USS L-8, SS-48)

　ポーツマス海軍工廠建造　就役:1917年8月30日　退役:1922年11月15日